# Ezha
Ezha est un woreda du centre-sud de l'Éthiopie situé dans la zone Gurage. Il a 84 905 habitants en 2007 et son chef-lieu est Agena.
Il fait partie de la région des nations, nationalités et peuples du Sud jusqu'au transfert de la zone Gurage dans la région Éthiopie du Centre en août 2023.

## Origine
Ezha et son voisin Muhor Na Aklil se partagent le territoire d'un ancien woreda appelé Ezhana Wolene dissout peu après le recensement de 1994[réf. souhaitée].
Cet ancien woreda tenait son nom de deux sous-groupes des Gouragués, les Ezha et les Wolene-Worriro[réf. souhaitée].

## Situation
Le woreda Ezha s'étend des environs de Welkite jusqu'à la zone Silt'e.
Son chef-lieu, Agena, se trouve environ 35 km au sud-est de Welkite et une vingtaine de kilomètres à l'est d'Endibir,.
| Abeshge | Kebena | Muhor Na Aklil |
| Cheha   | Ezha   | Alicho Werero  |
|         | Gumer  |                |

## Population
Le recensement national de 2007 fait état pour le woreda Ezha d'une population de 84 905 habitants dont 4 % de citadins qui sont les 3 710 habitants d'Agena.
Près de 66 % des habitants sont orthodoxes, 31 % sont musulmans et 2 % sont protestants.
En 2022, la population du woreda est estimée à 115 608 personnes avec une densité de population de 346 personnes par km2 et 334 km2 de superficie,.